# Punto di terra emersa più vicino al polo nord terrestre
Il punto di terra emersa più vicino al polo nord terrestre è un punto di difficile individuazione. La questione principale è di quanto siano permanenti alcuni dei punti, spesso costituiti da isole e calotte glaciali in movimento.
Nonostante questo, sono stati individuati dei punti candidabili a questa categoria:
| Nome del punto      | Coordinate                  | Distanza dal polo nord      | Scoperto da       | Anno | Permanente  | Note                                             |
| ------------------- | --------------------------- | --------------------------- | ----------------- | ---- | ----------- | ------------------------------------------------ |
| Qeqertaq Avannarleq | Dati non ancora disponibili | Dati non ancora disponibili | Morten Rasch      | 2021 | Sconosciuto | 30 m x 60 m x 3-4 m di altezza                   |
| 83-42               | 83°42′05.2″N 30°38′49.4″W   | 700,5 km                    | Dennis Schmitt    | 1998 | Sconosciuto | 35 m x 15 m x 4 m di altezza                     |
| Ultima Thule 2008   | 83°41′00″N 31°06′00″W       | 702,4 km                    | Ultima Thule 2008 | 2008 | Sconosciuto |                                                  |
| RTOW2001            | 83°41′06″N 30°45′36″W       | 702,5 km                    | RTOWexpedition    | 2001 | Sconosciuto |                                                  |
| ATOW1996            | 83°40′34.8″N 30°38′38.6″W   | 703,2 km                    | ATOWexpedition    | 1996 | Sconosciuto | 10 m di lunghezza e 1 m di altezza               |
| Stray Dog West      | 83°40′37″N 31°12′00″W       | 703,3 km                    | Dennis Schmitt    | 2007 | Sconosciuto |                                                  |
| Oodaaq              | 83°40′00″N 30°40′00″W       | 704,2 km                    | Uffe Petersen     | 1978 | No          | 15 m x 8 m, sembra venga periodicamente sommersa |
| Kaffeklubben        | 83°39′45″N 29°50′00″W       | 704,7 km                    | Robert Peary      | 1900 | Si          | 700 m x 300 m x 30 m di altezza                  |
| Capo Morris Jesup   | 83°37′39″N 32°39′52″W       | 708,6 km                    | Robert Peary      | 1900 | Si          | Il punto più settentrionale della Groenlandia    |